# 斯普林维尔 (犹他州)
斯普林维尔（英語：Springville）是美国犹他州犹他县下属的一座城市。建市于1850年，面积大约为14.43平方英里（37.4平方公里），海拔约为4,577英尺（1,395米）。根据2010年美国人口普查，该市有人口29,466人。